# Wonokerto (Leksono)
Wonokerto is een bestuurslaag in het regentschap Wonosobo van de provincie Midden-Java, Indonesië. Wonokerto telt 1897 inwoners (volkstelling 2010).